# Krigslagar
Krigslagar är en särskild uppsättning lagar som träder i kraft vid krig eller då krigsfara råder. Vanligen införs genom krigslagar särskilda bestämmelser för ett lands styrelseskick eller myndigheters verksamhet, i synnerhet vad gäller militärens befogenheter. Det kan i vissa jurisdiktioner innebära att delar av statsapparaten ställs under militär kontroll samt tillfälliga straffskärpningar för vissa typer av brott som anses underminera ett lands försvarsförmåga. Krigslagar hör till nationell lagstiftning och skall inte förväxlas med krigets lagar, som är en del av folkrätten.

## Krigslagstiftning i Sverige
I Gustav II Adolfs fälttåg i Tyskland införde kungen strikta krigslagar med dödsstraff för 44 förseelser. Som exempel var det förbjudet att "missbruka guds namn", permission utan tillstånd, våldtäkt etc. I Sverige finns en serie så kallade fullmaktslagar som regeringen kan besluta skall träda ikraft om riket hamnar i krig eller krigsfara, alternativt träder de ikraft automatiskt vid högsta beredskap. Riksdagen har inte rätt att motsätta sig ikraftträdandet av sådan lagstiftning men kan upphäva den i efterhand. Dessa lagar föreskriver omfattande förändringar av rätten att bland annat bedriva näringsverksamhet, utrikeshandel, fritt prissätta varor och tjänster, samt ger utökade befogenheter till statsmakten att ta privat egendom i besittning.
Utöver fullmaktslagar som i sin helhet gäller endast vid krig eller krigsfara finns det även särskilda bestämmelser i ordinarie svensk lagstiftning som är tillämpbara under liknande krisförhållanden. Detta gäller exempelvis strafflagstiftningen; fram till år 1972 tilläts utdömandet av dödsstraff i Sverige för vissa brott i krigstid, även om dödsstraffet avskaffats i fredstid redan år 1921.